# 神田松鯉 (2代目)
2代目神田 松鯉（かんだ しょうり、1885年（明治18年）9月8日 - 1967年（昭和42年）4月22日）は、明治時代から昭和時代にかけて活躍した講談師。本名、玉川悦太郎。初代神田松鯉の子。

## 来歴
東京港区芝源助町に生まれた後、京橋五郎兵衛町に転居。1895年、父の門下として高座に上がり、神田悦山を名乗る。1905年から神田小伯山を名乗り、1921年、2代目神田松鯉を襲名。1965年、勲五等双光旭日章受章。
道楽者として有名であり、講談の途中に駄洒落を入れるのが特徴だった。阿部主計は「単調でダラダラと粘った口調のリズムや、抑揚も立体感もない退屈な演技」と評した。6代目三遊亭圓生は「なぜ落語家にならなかったのか」と惜しんだ。